# Rolnik Ekonomista
Rolnik Ekonomista – czasopismo przedstawiające politykę rolną państwa z perspektywy średniej i wielkiej własności ziemskiej oraz ukazujące sposoby gospodarowania w kraju i za granicą.

## Redaktorzy[1]
- August Iwański 1926-1929
- Tadeusz Mincer 1929-1933
- Wacław Borowski 1933-1935
- Wacław Ponikowski 1935-1936